# Aaron Swinson
Aaron Anthony Swinson (Douglas, Geòrgia, 9 de gener de 1971) és un exjugador de bàsquet nord-americà. Mesurava 1.96 m. i la seva posició a la pista era la d'aler.

## Carrera esportiva
Va jugar durant tres anys amb els Tigers de la Universitat d'Auburn, la mateixa universitat en què van jugar Charles Barkley o Chuck Person. El 1994 juga nou partits en els Phoenix Suns, i després acaba la temporada amb l'equip que l'havia seleccionat en el número u del Draft de la CBA, els Yakima Sun Kings, on guanyaria la lliga CBA. Després d'estar un any a la lliga italiana, s'estarà dues temporades al Pamesa València, amb guanyarà una Copa del Rei; i una (1998-99) al Joventut de Badalona.
El 1999 estarà dos mesos jugant amb el Pau Orthez, i acabarà la temporada a la lliga argentina. La temporada següent torna a Europa per jugar en diferents equips tant espanyols (ACB i LEB 2) com italians, fins que es va retirar el 2005 a l'equip gadità de Los Barrios.